# Филипп Алансонский
Филипп Алансонский (фр. Philippe d'Alençon de Valois; 1338 или 1339, Бри, королевство Франция — 16 августа 1397, Рим, Папская область) — французский куриальный кардинал. Епископ Бове с 8 июня 1356 по 3 июня 1359. Архиепископ Руана с 3 июня 1359 по 27 августа 1375. Титулярный латинский патриарх Иерусалима с 27 августа 1375 по 4 июня 1380. Архипресвитер патриаршей Ватиканской базилики с 1378 по 16 августа 1397. Декан Священной Коллегии Кардиналов с февраля 1394 по 16 августа 1397. Кардинал-священник с титулом церкви Санта-Мария-ин-Трастевере с 18 сентября 1378 по 4 июня 1380. Кардинал-епископ Сабины с 4 июня 1380 по 1388. Кардинал-епископ Остии и Веллетри с 1388 по 16 августа 1397.

## Ранние годы
Родился Филипп Алансонский в 1338 или 1339 годах, в епархии Мо, королевство Франция. Происходил из французской королевской семьи и был сыном Карла II де Валуа, «Великодушного», графа Алансонского и Марии де ла Серды, графини Бискайской, племянник короля Филиппа VI и двоюродный брат короля Иоанна II. Его фамилия также упоминается как Аленконио. Его называли кардиналом Алансонским..
Филипп Алансонский был архидиаконом Бри в епархии Мо. 

## Епископ
8 июня 1356 года Филипп Алансонский был избран епископом Бове, овладел епархией 24 марта 1357 года. Когда, где и кем был рукоположен, информация отсутствует. 3 июня 1359 года назначен архиепископом Руана, овладел архиепархией 9 мая 1362 года, занимал её до 27 августа 1375 года. 27 августа 1375 года по просьбе короля Франции Карла V Филипп Алансонский был назначен титулярным латинским патриархом Иерусалима, занимал пост до своего возведения в кардиналы. В то же время он был назначен администратором митрополии Оша, занимал пост до 1379 года.

## Кардинал
Возведён в кардинала-священника с титулом церкви Санта-Мария-ин-Трастевере на консистории от 18 сентября 1378 года. Возможно, он был назван архипресвитером патриаршей Ватиканской базилики в 1378 году. Папский легат во Фландрии в 1379 году.
4 июня 1380 года кардинал Филипп Алансонский был избран для сана кардиналов-епископов и субурбикарной епархии Сабины. Губернатор Сполето с июня по август 1380 года. Говорят, что в это время он был низложен Папой Урбаном VI, а позднее восстановлен. Администратор Аквилейского патриархата с 1381 года до 1386 года.  
В 1388 году Филипп Алансонский был избран на субурбикарную епархию Остии и Веллетри, но он сохранил свою титулярную церковь in commendam. Папский легат в Германии в 1389 году.  
Филипп Алансонский не участвовал в Конклаве 1389 года, который избрал Папу Бонифация IX. Вернулся в Рим 4 марта 1390 года. Он участвовал в процессе канонизации святой Бригитты Шведской в 1391 году. Он несколько раз ездил в Тиволи, возвращался в Рим 23 июня 1392 года, 26 сентября 1395 года и 20 октября 1396 года. Декан Священной Коллегии Кардиналов с февраля 1394 года. 
В 1394 и 1395 годах он писал Парижскому университету письма против схизмы. 
Скончался кардинал Филипп Алансонский 16 августа 1397 года, в ореоле святости, в Риме. Похоронен в великолепной усыпальнице, которую он построил в церкви Санта-Мария-ин-Трастевере, в Риме. 